# Marcel van Helmond
Marcel van Helmond (Oosterhout, 25 november 1966) is een Nederlands voormalig profvoetballer.
Van Helmond was actief voor NAC Breda, Fortuna Sittard, FC Eindhoven, FC Den Bosch en RBC.
Van Helmond maakte zijn debuut voor NAC op 2 juni 1985 in de met 2-1 verloren uitwedstrijd tegen FC Groningen. Dit was tevens de laatste wedstrijd van het seizoen en NAC degradeerde naar de Eerste Divisie.
Hij speelde 4 seizoenen met NAC in de Eerste Divisie alvorens in 1989 te vertrekken naar Fortuna Sittard die in de Eredivisie uitkwam. Na twee seizoenen vertrok Van Helmond naar FC Eindhoven en vervolgens naar FC Den Bosch. In 1999 tekende Van Helmond bij RBC en wist naar de Eredivisie te promoveren. In 2001 sloot Van Helmond zijn professionele carrière af bij RBC in de Eredivisie.
Na zijn professionele carrière werd Van Helmond trainer bij VV WNC, IFC, GRC '14, Wilhelmina '26 en GVV'63.

## Clubstatistieken
| seizoen | club            | competitie     | duels | goals |
| ------- | --------------- | -------------- | ----- | ----- |
| 1984/85 | NAC Breda       | Eredivisie     | 1     | 0     |
| 1985/86 | NAC Breda       | Eerste divisie | 26    | 3     |
| 1986/87 | NAC Breda       | Eerste divisie | 32    | 4     |
| 1987/88 | NAC Breda       | Eerste divisie | 33    | 4     |
| 1988/89 | NAC Breda       | Eerste divisie | 36    | 9     |
| 1989/90 | Fortuna Sittard | Eredivisie     | 32    | 3     |
| 1990/91 | Fortuna Sittard | Eredivisie     | 23    | 2     |
| 1991/92 | FC Eindhoven    | Eerste divisie | 35    | 6     |
| 1992/93 | FC Eindhoven    | Eerste divisie | 33    | 5     |
| 1993/94 | FC Den Bosch    | Eerste divisie | 21    | 0     |
| 1994/95 | FC Den Bosch    | Eerste divisie | 31    | 5     |
| 1995/96 | FC Den Bosch    | Eerste divisie | 33    | 9     |
| 1996/97 | FC Den Bosch    | Eerste divisie | 19    | 1     |
| 1997/98 | FC Den Bosch    | Eerste divisie | 27    | 5     |
| 1998/99 | FC Den Bosch    | Eerste divisie | 34    | 8     |
| 1999/00 | RBC             | Eerste divisie | 33    | 5     |
| 2000/01 | RBC             | Eredivisie     | 17    | 2     |